# Begynnelsen
Begynnelsen (engelska: New Spring) är en roman av Robert Jordan, utgiven 2004. Romanen är den första av tre i en serie som beskriver tiden innan Sagan om Drakens återkomst.
Den handlar om tiden precis efter Aielkriget och om när Moiraine Damodred och Siuan Sanche börjar sitt sökande efter Draken återfödd. Den handlar också om al'Lan Mandragoran som ung.